# Кочерга Дмитро

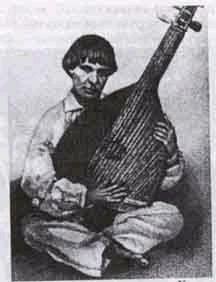
Гриценко (Холодний) Хведір Хведорович грає на бандурі свого вчителя Д. Корчерги — Рисунок П. Мартиновича

Дмитро Кочерга (1811 — 18??) — кобзар.

## Життєпис
Дмитро Кочерга із с. Більського, Опішнянського р-ну, Полтавської області (17 верств від Зінькова) — один із найвизначніших зіньківських кобзарських панотців середини XIX ст. Отримав «визвілки» від свого панотця Івана Хмеля (Хмельницького). У нього навчався відомий кобзар Хведір Гриценко-Холодний. Був добрим вчителем хоч говорили що грав примітивно.
Після того, як оглух передав свою бандуру своєму учню Хведорові Гриценкові.

### Репертуар
Думи:
- Три брати Озовські
- «Олексій Попович».
- «Про бідну вдову».
- «Про брата і сестру».
- Самійло Кішка,
- «Брати Самарські»,
- «Маруся Богуславка»,

Псальма
- Псальма про Гліба і Бориса.

В репертуарі його учня Хведора Гриценка були всі його думи крім думу про Самійла Кішку.